# Handsworth Revolution
Handsworth Revolution var den brittiska reggaegruppen Steel Pulses debutalbum, utgivet 1978. Den fick sitt namn efter  Handsworth, det distrikt i Birmingham, England, där bandmedlemmarna bodde och hade vuxit upp.
Steel Pulses första singel på Island Records innehöll låten "Ku Klux Klan", som handlade om rasism. Den släpptes i februari 1978. Fem månader senare kom debut-LP:n, som fick mycket bra kritik och efter bara tio dagar hade klättrat till niondeplats på den brittiska LP-topplistan och därför även såldes i hela Västeuropa. 
Producent var den erfarene Karl Pitterson, som hade arbetat med The Wailers två första album på Island Records och gjort Bob Marley, Peter Tosh och Bunny Wailer kända i Storbritannien och en rad andra europeiska länder. Konceptet för Steel Pulse var detsamma som för The Wailers, nämligen att skapa ett svart rockband. Resultatet, när det gäller LP:n Handsworth Revolution, blev en rå och rockig reggae som aldrig tidigare hörts. Även om gruppen vände sig till en svart publik tog tiotusentals vita lyssnare omedelbart bandet och albumet till sitt hjärta. Detta utnyttjades genom att Steel Pulse medverkade på Bob Marley & The Wailers europeiska konsertturné i juni och juli 1978. Tolvdagarsturnén blev en succé med utsålda konserter i Paris, Ibiza, Göteborg, Stockholm, Oslo, Rotterdam, Amsterdam, Bryssel samt en utomhusfestival vid New Bingley Hall i Stafford. Marley släppte sedan dubbellivealbumet Babylon By Bus med inspelningar från denna turné. Steel Pulses sångare David Hinds berättar
| ” | We learned a lot of discipline on that tour that rubbed off - rehearsal, execution on stage, how to tour, stability [...] that's when the doors really started to open for us. It has always been one of the most memorable moments of my career. To play as part of that package exposed Steel Pulse to audiences that literally were in awe of our message. Of course, being formally introduced through Bob Marley helped us tremendously. Playing for audiences, especially those in Paris who saw the force of Steel Pulse and the force of Bob Marley play on the same bill, enabled us to sell out shows every time since then.. | „ |

Den snabba berömmelsen, det intensiva turnerandet (som även inkluderade TV-framträdanden i flera länder) hade dock ett pris för Steel Pulse. Låtskrivaren  Mykaell Riley lämnade bandet på grund av musikaliska och ideologiska meningsskiljaktigheter. David Hinds blev nu Steel Pulses frontfigur och under ett par år hade bandmedlemmarna inställningen att de skulle sikta hårdare på den svarta publiken. Bandet började beskriva sig som en del av rastafari-rörelsen. Men den vita publiken ville inte släppa Steel Pulse och bandet övertalades att uppträda i TV-shower som Top of the Pops och Rock Goes to College, vilket ytterligare ökade deras popularitet. De blev en del av Rock Against Racism-rörelsen de uppträdanden som följde med denna organisations program. Under det intensiva året 1978 uppträdde Steel Pulse och punkbandet The Clash inför 80 000 åskådare i Victoria Park, East London.

## Låtlista
1. "Handsworth Revolution" - 5:23
2. "Bad Man" - 5:39
3. "Soldiers" - 4:40
4. "Sound Check" - 3:30
5. "Prodigal Son" - 5:10
6. "Ku Klux Klan" - 3:44
7. "Prediction" - 5:25
8. "Macka Splaff" - 4:20